# Hubertus Heil
Hubertus Heil (3 de novembro de 1972) é um político alemão do Partido Social Democrata da Alemanha (SPD) que atua como Ministro do Trabalho e Assuntos Sociais no quarto gabinete da chanceler Angela Merkel e no gabinete do chanceler Olaf Scholz de 2018 a 2025.
Em 2005, Heil tornou-se secretário-geral do SPD. Em setembro de 2009, após imensas perdas para o SPD durante as eleições federais alemãs, Heil anunciou sua demissão do cargo. Andrea Nahles o sucedeu como secretário-geral em novembro de 2009. Após a nomeação de Katarina Barley como Ministra de Assuntos da Família, Idosos, Mulheres e Jovens, ele retornou brevemente ao cargo de 2 de junho a 8 de dezembro de 2017.

## Biografia
Heil nasceu em Hildesheim em 1972, filho de um professor. Após a formatura em 1992 no Gymnasium am Silberkamp em Peine, Heil foi convocado para o serviço civil (em alemão: Zivildienst) e em 1995 iniciou seus estudos em ciência política e sociologia na Universidade de Potsdam, se formando em 2006 na Universidade de Hagen.

## Carreira
Heil ingressou no SPD em 1988. No início, ele foi presidente do grupo Jovens Socialistas do SPD no distrito de Braunschweig de 1991 a 1995. De 1995 a 1997, Heil foi diretor executivo da Arbeitsgemeinschaft für Arbeitnehmerfragen, uma bancada de esquerda no SPD, representando a ala operária do partido.

### Membro do Bundestag alemão, 1998-presente
Heil é membro do Bundestag desde as eleições alemãs de 1998, representando o distrito eleitoral de Gifhorn, Peine. Entre 1998 e 2005, quando seu partido liderava o governo federal com Gerhard Schröder, ele foi membro da Comissão de Assuntos Econômicos. Nesse cargo, atuou como porta-voz do SPD no grupo parlamentar para telecomunicações e serviços postais a partir de 2003. Além disso, ele foi membro da diretoria executiva do grupo parlamentar do SPD sob a liderança do presidente Franz Müntefering de 2002 a 2004.
Em novembro de 2005, o então líder do partido Matthias Platzeck propôs Heil como candidato ao cargo de secretário-geral, depois que Franz Müntefering renunciou ao cargo de presidente do SPD e o candidato inicialmente indicado, Andrea Nahles, havia desistido de sua candidatura. Ao mesmo tempo, o partido formava um grande coalizão com a CDU de Angela Merkel. Heil foi eleito novo secretário-geral do SPD, mas recebeu apenas 61,2% dos votos, cerca de 20% a menos que seu antecessor Klaus Uwe Benneter. Juntamente com Andrea Nahles e Wolfgang Thierse, Heil foi o principal autor do atual programa político de seu partido, que foi adotado em Hamburgo em 2007. Com este programa, o SPD defende, entre outras coisas, um estado de bem-estar preventivo. Após pesadas perdas nas eleições federais de 2009, com CDU e FDP conquistando a maioria, Heil não concorreu ao cargo novamente.
Entre 2009 e 2017, Heil atuou como vice-presidente do grupo parlamentar do SPD, sob a liderança dos sucessivos presidentes Frank-Walter Steinmeier (2009-2013) e Thomas Oppermann (2013-2017), os primeiros quatro anos na oposição e os demais quatro como um partido do governo. Nesse cargo, foi membro dos grupos sobre política energética e política municipal de 2009 a 2013.
Nas negociações para formar uma segunda coalizão sob a chanceler Angela Merkel e retornar ao governo após as eleições federais de 2013, Heil liderou a delegação do SPD no grupo sobre assuntos econômicos. Pouco antes das eleições de 2017, ele foi novamente nomeado secretário-geral por Martin Schulz, porque Katarina Barley deixou o cargo para ser nomeada ministra federal. Nas negociações para formar a terceira coalizão sob Merkel, ele liderou o grupo sobre política educacional, ao lado de Annegret Kramp-Karrenbauer, Stefan Müller e Manuela Schwesig.

### Ministro do Trabalho e Assuntos Sociais, 2018–presente
Desde que se tornou Ministro do Trabalho e Assuntos Sociais, quando o SPD se juntou ao quarto gabinete de Merkel em uma coalizão após a eleição federal alemã de 2017, Heil supervisionou uma série de medidas para fortalecer os direitos dos trabalhadores, incluindo uma lei que obriga as empresas de logística e comércio eletrônico a garantir que seus subcontratados paguem contribuições previdenciárias adequadas para os motoristas, e a introdução de uma pensão mais alta para trabalhadores de baixa renda. Em meio à pandemia de COVID-19 na Alemanha, ele deu aos funcionários o direito de trabalhar em casa mesmo quando a crise do coronavírus terminar.
Em uma convenção nacional do SPD em 2019, Heil foi eleito como um dos cinco principais deputados do partido, ao lado de Klara Geywitz, Kevin Kühnert, Serpil Midyatli e Anke Rehlinger.
Antes das eleições de 2021, Heil foi eleito para liderar a campanha do SPD na Baixa Saxônia. Após as eleições, o SPD assumiu a liderança do governo e o novo chanceler Olaf Scholz anunciou que Heil permaneceria como ministro do Trabalho no novo gabinete.

## Posições políticas
Em seu livro Damit Deutschland vorankommt: Kompass für eine progressive Wirtschaftspolitik (Para que a Alemanha avance: uma bússola para uma política econômica progressiva), Heil defende uma política de pleno emprego e novas regras para os mercados financeiros. Como Ministro do Trabalho, afirmou que uma meta importante é aumentar os salários nos cuidadores de idosos. “Minha solução preferida é que seja negociado um acordo coletivo, que posso declarar como obrigatório para todo o setor”, disse Heil em junho de 2019. Heil pede a introdução de uma pensão básica, que é 900 euros acima da atual segurança básica para velhice.
Como Ministro, apresentou a Lei de Proteção dos Correios,  que introduz a responsabilidade geral das indústrias de entrega de encomendas. Isto destina-se a garantir que os subcontratantes paguem as contribuições para a segurança dos seus trabalhadores, que haja uma concorrência leal e que a segurança e as condições de trabalho dos correios sejam melhoradas. Heil é a favor de um salário mínimo de pelo menos 12 euros e apresentou um projeto sobre isso para Olaf Scholz, em 2021.
No que diz respeito a pensão, Heil considera que uma alta taxa de emprego e baixo desemprego são fundamentais (“as pensões são estabilizadas no mercado de trabalho”), uma vez que o valor da pensão poderia ser estabilizado se houvesse contribuintes. Essa estratégia, que prioriza os contribuintes em detrimento das reformas previdenciárias, atraiu críticas. Heil claramente rejeita um aumento na idade de aposentadoria para mais de 67 anos.

## Vida pessoal
Heil é casada com a advogada Solveig Orlowski desde 2005. O casal tem dois filhos, um homem (2012) e uma mulher (2014). Seu irmão Georg Heil é jornalista da emissora pública Westdeutscher Rundfunk. Heil é protestante.